# Balbino (nombre)
Balbino es un nombre propio masculino de origen latino en su variante en español. Es un diminutivo de balbus (tartamudo).

## Santoral
31 de marzo: Santa Balbina, mártir en Roma († 169).

## Variantes
- Femenino: Balbina.

### Variantes en otros idiomas
| Variantes en otras lenguas | Variantes en otras lenguas |
| -------------------------- | -------------------------- |
| Español                    | Balbino                    |
| Alemán                     | Balbinus                   |
| Asturiano                  | Balbín                     |
| Búlgaro                    | Балбин (Balbín)            |
| Catalán                    | Balbí                      |
| Checo                      | Balbinus                   |
| Danés                      | Balbinus                   |
| Esperanto                  | Balbino                    |
| Euskera                    | Balbín                     |
| Finlandés                  | Balbinus                   |
| Francés                    | Balbín                     |
| Gallego                    | Balbino                    |
| Holandés                   | Balbinus                   |
| Húngaro                    | Balbinus                   |
| Inglés                     | Balbinus                   |
| Italiano                   | Balbino                    |
| Latín                      | Balbinus                   |
| Lituano                    | Balbinas                   |
| Noruego                    | Balbinus                   |
| Polaco                     | Balbín                     |
| Portugués                  | Balbino                    |
| Ruso                       | Бальбин (Bal'bin)          |
| Siciliano                  | Balbinu                    |
| Sueco                      | Balbinus                   |

## Personajes célebres

### Reyes
| Imperio romano | Balbino, coemperador romano junto con Pupieno (22 de abril - 29 de julio de 238). |

### Otras personalidades
- Balbina Herrera, ingeniera y política panameña.
- Balbina Steffenone, soprano italiana.
- Balbino Cortés Morales, escritor y político español.
- Balbino Dávalos, jurista y diplomático mexicano.
- Balbina Maria Treviño Garza, jugadora mexicana profesional de fútbol soccer.
- Leopoldo Balbino Aguilar , Suboficial Mayor (r) del Ejército Argentino en la especialidad de Finanzas e         Intendencia, Paracaidista, Andinista y Esquiador Militar. Fue Jefe del Grupo Finanzas y Auxiliar de la Comisión Especial de Materiales del Ejército en Washington D. C. Embajada Argentina, Agregaduria Militar. Sub-Interventor de Transporte Municipal en San Miguel de Tucumán y Secretario de Bloque Político en el Concejo Deliberante de San Miguel de Tucumán. Escritor.